# Grindleford
Grindleford – wieś w Anglii, w hrabstwie Derbyshire, w dystrykcie Derbyshire Dales. Leży 43 km na północ od miasta Derby i 224 km na północny zachód od Londynu.